# 若木 (板橋区)
若木（わかぎ）は、東京都板橋区の町名。現行行政地名は若木一丁目から三丁目。全域で住居表示が実施されている。

## 地理
板橋区の中央部に位置する。北で相生町、東で中台、南で上板橋、南西の一部で練馬区北町、西で西台と隣接する。町域の北辺を首都高速道路の高架橋が通じている。町域内は住宅地および中小の工場が見られる。。町域は武蔵野台地成増台と荒川低地の境をなす、志村の崖線後背部に相当する。摺鉢状の谷戸地形が形成されていて、台地と低地が複雑に入り組んでいる。若木通りの国際興業バス若木三丁目停留所付近では、路上からも谷戸地形越しに東京スカイツリーが遠望できる。

### 地価
住宅地の地価は、2025年（令和7年）1月1日の公示地価によれば、若木1-23-2の地点で43万円/m2、若木3-14-9の地点で37万8000円/m2となっている。

## 歴史
廃藩置県実施前は武蔵国豊島郡中台村および西台村。

### 沿革
- 1871年（明治4年）11月14日：浦和県（現埼玉県）から東京府に編入。大区小区制実施。
- 1878年（明治11年）：郡区町村編制法により北豊島郡が設置され、東京府北豊島郡中台村および西台村となる。
- 1889年（明治22年）4月1日：市制町村制施行により志村と合併、東京府北豊島郡志村大字中台および大字西台となる。
- 1932年（昭和7年）10月1日：東京府内市郡併合による板橋区発足に伴い、東京府東京市板橋区志村中台町および志村西台町となる（1943年8月1日 東京都制施行）。
- 1958年（昭和33年）：板橋区立若木小学校開校。
- 1963年（昭和38年）11月1日：住居表示実施により、志村中台町および志村西台町、（旧）上板橋町七丁目の一部地域が若木一丁目～三丁目に再編される。
- 1971年（昭和46年）：板橋区立若葉小学校開校。
- 1977年（昭和52年）8月19日：首都高速5号池袋線の北池袋出入口 - 高島平出入口が開通。
- 2004年（平成16年）：若葉小学校閉校。

### 地名の由来
町内の若木小学校に由来する。児童が若木のようにすくすく育つことを願って命名された。

## 世帯数と人口
2025年（令和7年）3月1日現在（板橋区発表）の世帯数と人口は以下の通りである。
| 丁目       | 世帯数    | 人口     |
| ---------- | --------- | -------- |
| 若木一丁目 | 2,406世帯 | 4,361人  |
| 若木二丁目 | 2,352世帯 | 3,861人  |
| 若木三丁目 | 1,387世帯 | 2,650人  |
| 計         | 6,145世帯 | 10,872人 |

### 人口の変遷
国勢調査による人口の推移。
| 年                 | 人口   |
| ------------------ | ------ |
| 1995年（平成7年）  | 10,273 |
| 2000年（平成12年） | 10,134 |
| 2005年（平成17年） | 10,149 |
| 2010年（平成22年） | 10,163 |
| 2015年（平成27年） | 10,353 |
| 2020年（令和2年）  | 10,532 |

### 世帯数の変遷
国勢調査による世帯数の推移。
| 年                 | 世帯数 |
| ------------------ | ------ |
| 1995年（平成7年）  | 4,300  |
| 2000年（平成12年） | 4,460  |
| 2005年（平成17年） | 4,628  |
| 2010年（平成22年） | 4,853  |
| 2015年（平成27年） | 4,980  |
| 2020年（令和2年）  | 5,240  |

## 学区
区立小・中学校に通う場合、学区は以下の通りとなる（2021年8月時点）。
| 丁目       | 番地                               | 小学校                 | 中学校             |
| ---------- | ---------------------------------- | ---------------------- | ------------------ |
| 若木一丁目 | 全域                               | 板橋区立若木小学校     | 板橋区立中台中学校 |
| 若木二丁目 | 全域                               | 板橋区立若木小学校     | 板橋区立中台中学校 |
| 若木三丁目 | 1～20番 22番、24番 26番、28番 30番 | 板橋区立若木小学校     | 板橋区立中台中学校 |
| 若木三丁目 | 21番、23番 25番、27番 29番、31番   | 板橋区立志村第五小学校 | 板橋区立西台中学校 |

## 事業所
2021年（令和3年）現在の経済センサス調査による事業所数と従業員数は以下の通りである。
| 丁目       | 事業所数  | 従業員数 |
| ---------- | --------- | -------- |
| 若木一丁目 | 87事業所  | 845人    |
| 若木二丁目 | 63事業所  | 392人    |
| 若木三丁目 | 45事業所  | 384人    |
| 計         | 195事業所 | 1,621人  |

### 事業者数の変遷
経済センサスによる事業所数の推移。
| 年                 | 事業者数 |
| ------------------ | -------- |
| 2016年（平成28年） | 172      |
| 2021年（令和3年）  | 195      |

### 従業員数の変遷
経済センサスによる従業員数の推移。
| 年                 | 従業員数 |
| ------------------ | -------- |
| 2016年（平成28年） | 1,236    |
| 2021年（令和3年）  | 1,621    |

## 交通

### 鉄道
街区内に駅は存在しない。
| 隣接する街区・近隣の街区の駅                                                     |
| -------------------------------------------------------------------------------- |
| 東武東上線 - 上板橋駅(TJ 78) - 東武練馬駅(TJ 09) 都営三田線 - 志村三丁目駅(I 22) |

- エイトライナー ｰｰｰ 同地区を対象とした路線構想
- 上板橋駅は（上板橋二丁目および常盤台四丁目）・東武練馬駅（徳丸二丁目)に存在。境界が入り組んでいる為必ずしも隣接する街区とならないが、実質距離的に近い駅となる。
- 東京都交通局都営地下鉄三田線蓮根駅（蓮根二丁目）も利用可能範囲にある。

### バス
- 国際興業バス　※出入庫に伴う区間運転系統は特記以外省略。
  - 若木三丁目・若木小学校：浮舟02　ときわ台駅行き・浮間舟渡駅行き
  - 環八若木二丁目：赤01　赤羽駅西口行き・平和台駅経由練馬駅行き

### 道路
- 首都高速5号池袋線 - 町域内に出入口は存在しない。
- 東京都道311号環状八号線（環八通り）
- 東京都道446号長後赤塚線

## 施設
- 板橋区立若木小学校（若木一丁目）
- 若木中央公園（若木二丁目）
- 東京都住宅供給公社中台住宅
- 防衛省上板橋官舎
- 理研ビタミン東京工場
- 稲荷神社（若木一丁目）

## その他

### 日本郵便
- 郵便番号 : 174-0065[3]（集配局 : 板橋北郵便局[17]）。